# Villereversure

Villereversure este o comună în departamentul Ain din estul Franței.